# SN 2008dy
SN 2008dy – supernowa typu II odkryta 1 lipca 2008 roku w galaktyce E241-G23. W momencie odkrycia miała maksymalną jasność 17,50m.